# Yukhari Kurdmahmudlu
Yukhari Kurdmahmudlu est un village de la région de Fizouli en Azerbaïdjan.

## Population
Selon les statistiques de 2019, la population du village est de 1270 personnes.

## Économie
La principale occupation de la population du village est l'agriculture et l'élevage.